# Christelle Daunay
Christelle Daunay, née le 5 décembre 1974 au Mans, est une athlète française, spécialiste des courses de fond. 
Elle s'illustre dans l'épreuve du marathon en remportant le 16 août 2014 la médaille d'or des championnats d'Europe d'athlétisme, à Zurich, en Suisse. Elle détient par ailleurs de 2010 à 2024 le record de France de la discipline dans le temps de 2 h 24 min 22 s, établi lors du marathon de Paris 2010.

## Biographie
Christelle Daunay a commencé l'athlétisme à l'âge de 11 ans. Elle a couru les épreuves sur piste entre le 3 000 m et le 10 000 m, les compétitions de cross-country et les épreuves sur route avec notamment le semi-marathon et le marathon.
Elle est affiliée depuis 2005 à la section athlétisme du club de la SCO Sainte-Marguerite (Marseille) (Société culturelle et omnisports Sainte-Marguerite Marseille). Depuis février 2007, elle a mis entre parenthèses son  métier de kinésithérapeute pour pouvoir préparer à plein temps les Jeux olympiques 2008 de Pékin.
Avec son temps de 2 h 28 min 24 s réalisé le 27 janvier 2008 au marathon d’Osaka, (classée 10e), elle a non seulement battu le record de France de la spécialité précédemment établi par Chantal Dällenbach, mais aussi réalisé le minimum requis pour sa participation à l’épreuve du marathon des Jeux olympiques 2008 de Pékin. Il s’agissait là de son troisième marathon, le premier étant le marathon de Paris 2007 où elle s’était classée 3e des féminines dans le temps de 2 h 28 min 54 s.
Elle se classe 20e du marathon féminin aux Jeux olympiques d'été de 2008 à Pékin dans le temps de 2 h 31 min 48 s.
Le 3 novembre 2013, elle se classe 4e lors du Marathon de New York dans le temps de 2 h 28 min 14 s.
Le 16 août 2014, elle devient championne d'Europe du marathon à Zurich en 2 h 25 min 14 s.
Le 27 avril 2016, Daunay est sacrée championne de France du 10 000 m en 32 min 43 s 38, dans le vent et le froid. Elle se qualifie pour les Championnats d'Europe d'Amsterdam où elle s'alignera sur l'épreuve.
Le 26 février 2017, elle remporte pour la 4ème fois le titre de championne de France de cross-country après ses titres en 2007, 2009 et 2011.

## Palmarès
| Date | Compétition                            | Lieu           | Résultat | Épreuve       | Temps              |
| ---- | -------------------------------------- | -------------- | -------- | ------------- | ------------------ |
| 2003 | Championnats du monde de semi-marathon | Vilamoura      | 33e      | Semi-Marathon | 1 h 14 min 11 s    |
| 2004 | Championnats du monde ce cross-country | Bruxelles      | 35e      | Cross long    | 29 min 15 s        |
| 2004 | Championnats du monde de semi-marathon | New Delhi      | 26e      | Semi-Marathon | 1 h 15 min 28 s    |
| 2005 | Championnats du monde ce cross-country | Saint-Galmier  | 68e      | Cross court   | 14 min 50 s        |
| 2005 | Championnats du monde de semi-marathon | Edmonton       | 35e      | Semi-Marathon | 1 h 15 min 27 s    |
| 2006 | Championnats d'Europe                  | Göteborg       | 16e      | 10 000 m      | 32 min 15 s 54     |
| 2007 | Marathon de Paris                      | Paris          | 3e       | Marathon      | 2 h 28 min 54 s    |
| 2007 | Championnats du monde de semi-marathon | Udine          | 22e      | Marathon      | 1 h 11 min 05 s    |
| 2008 | Marathon d'Osaka                       | Osaka          | 10e      | Marathon      | 2 h 28 min 24 s    |
| 2008 | Jeux olympiques                        | Pékin          | 20e      | Marathon      | 2 h 31 min 48 s    |
| 2009 | Marathon de Paris                      | Paris          | 3e       | Marathon      | 2 h 25 min 43 s    |
| 2009 | Marathon de New York                   | New York       | 3e       | Marathon      | 2 h 29 min 16 s    |
| 2010 | Marathon de Paris                      | Paris          | 2e       | Marathon      | 2 h 24 min 22 s NR |
| 2010 | Marathon de New York                   | New York       | 6e       | Marathon      | 2 h 29 min 29 s    |
| 2011 | Marathon de Chicago                    | Chicago        | 5e       | Marathon      | 2 h 26 min 41 s    |
| 2011 | Championnats du monde                  | Daegu          | 12e      | 10 000 m      | 32 min 22 s 20     |
| 2013 | Championnats du monde de cross-country | Bydgoszcz      | 35e      | Cross long    | 25 min 53 s        |
| 2013 | Championnats du monde                  | Moscou         | 10e      | 10 000 m      | 32 min 04 s 44     |
| 2013 | Marathon de New York                   | New York       | 4e       | Marathon      | 2 h 28 min 14 s    |
| 2014 | Championnats du monde de semi-marathon | Copenhague     | 7e       | Marathon      | 1 h 08 min 48 s    |
| 2014 | Championnats d'Europe                  | Zurich         | 1re      | Marathon      | 2 h 25 min 14 CR   |
| 2015 | Marathon de New York                   | New York       | 5e       | Marathon      | 2 h 26 min 57 s    |
| 2015 | Championnats d'Europe de cross         | Hyères         | 18e      | Individuel    | 26 min 44 s        |
| 2015 | Championnats d'Europe de cross         | Hyères         | 2e       | Par équipes   |                    |
| 2016 | Championnats d'Europe                  | Amsterdam      | 13e      | 10 000 m      | 33 min 03 s 36     |
| 2016 | Jeux olympiques                        | Rio de Janeiro | finale   | Marathon      | DNF                |

## Records personnels
- Marathon : 2 h 24 min 22 s (11 avril 2010) Paris
- Semi-marathon :1 h 8 min 34 s(17 octobre 2010) Reims (également record de France)
- 10 km sur route : 31 min 48 s (23 juin 2012) Langueux
- 10 000 m : 31 min 35 s 81 (3 juin 2012) Bilbao (Espagne) (également record de France)
- 5 000 m : 15 min 24 s 48 (30 mai 2010) Hengelo (Pays-Bas)
- 3 000 m : 9 min 2 s

## Sources
- Fiche de Christelle Daunay sur le site de la Fédération française d'athlétisme